# Propallene vagus
Propallene vagus là một loài nhện biển trong họ Callipallenidae. Loài này thuộc chi Propallene. Propallene vagus được miêu tả khoa học năm 1979 bởi Staples.